# Novoair
Truly yours...

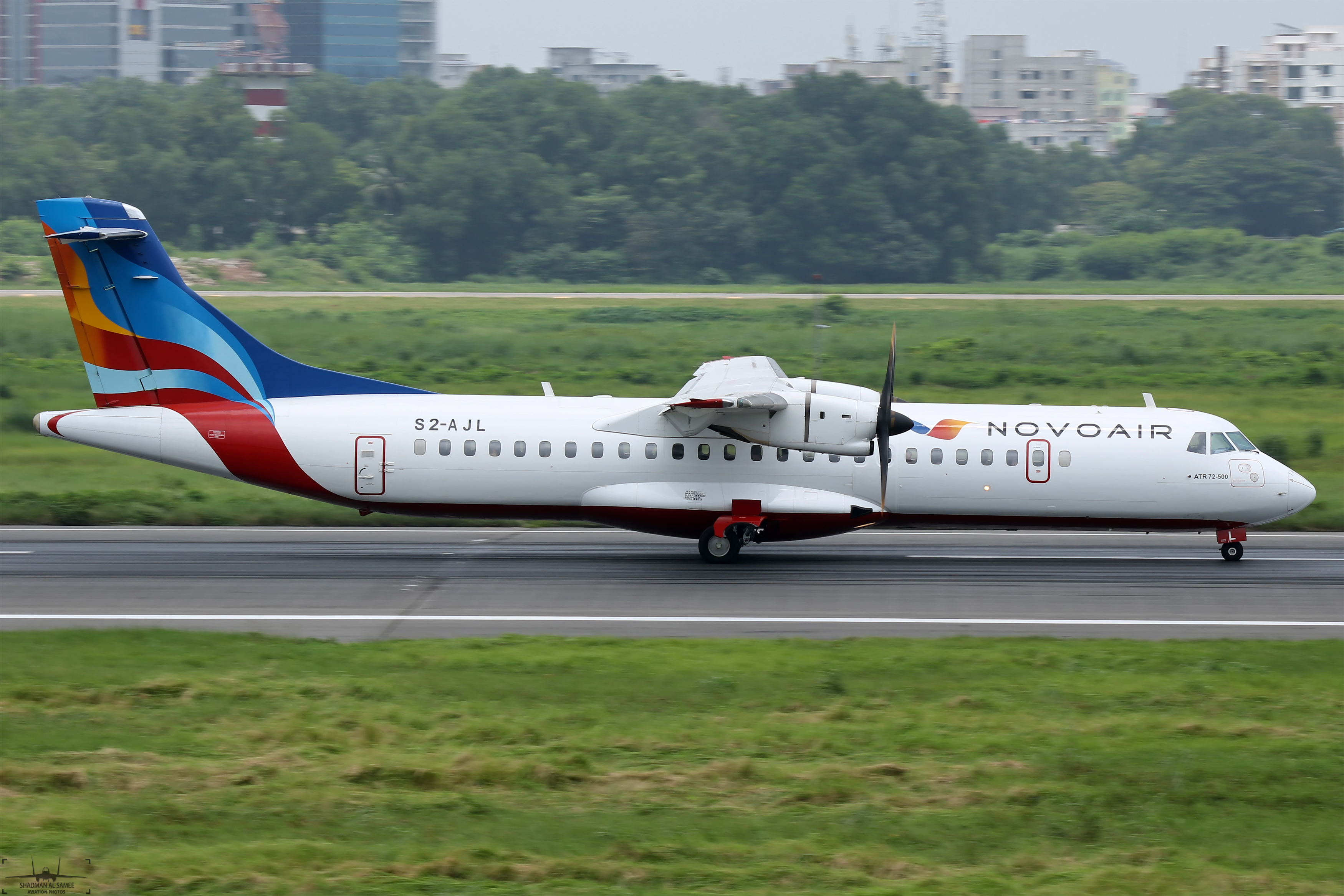
L'ATR 72-500, le seul type d'avion exploité par NovoAir

Novoair est une compagnie aérienne bangladaise dont le siège se situe à Dacca, la capitale du pays. Elle assure des vols depuis l'aéroport international Shah Jalal.

## Histoire
Fondée en 2007 par Hossain Abul et son fils Hossain Mukarram comme compagnie de services aériens, elle a commencé à assurer des vols le 9 janvier 2013, uniquement au Bangladesh.

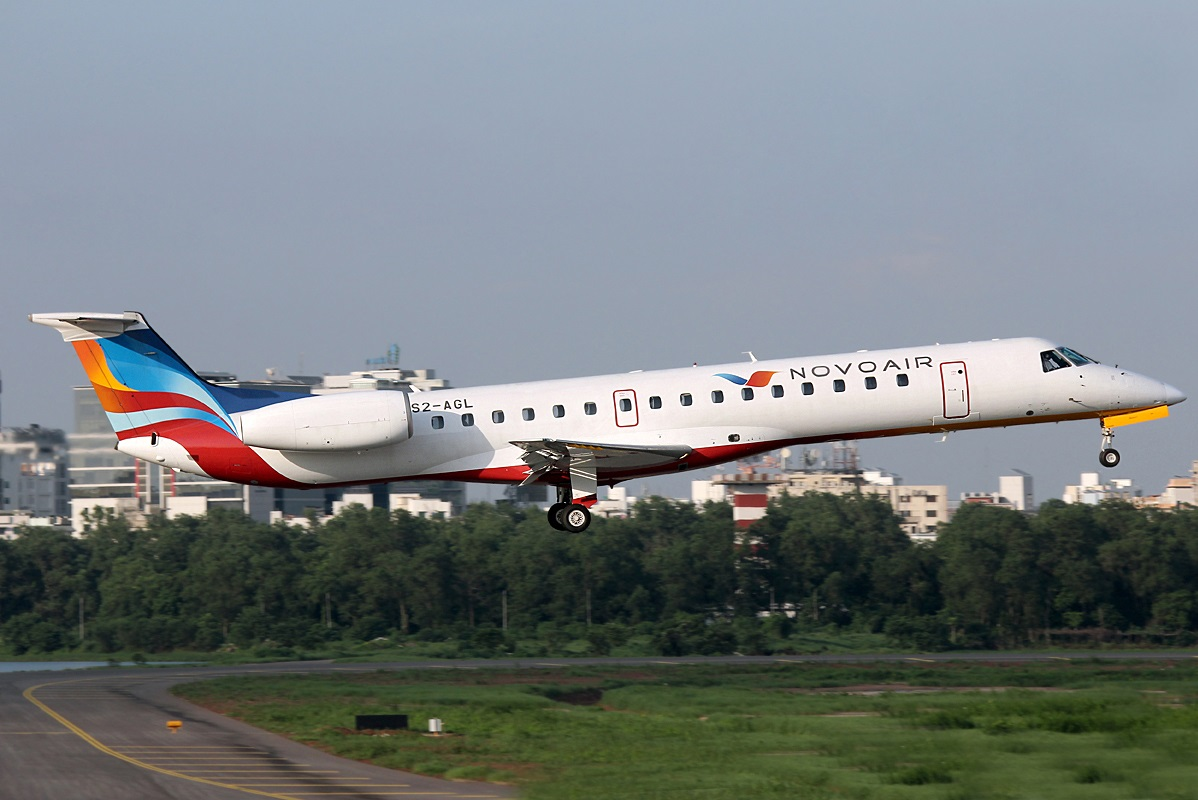
Un ancien Embraer ERJ-145 à l'atterrissage à l'Aéroport international Shah Jalal de Dacca en 2014.

Novoair a d'abord utilisé des Embraer ERJ 145, remplacés maintenant par des ATR 72-500. Le 15 décembre 2019, elle a inauguré son septième avion.

## Destinations
Voici la liste des villes desservies : Dhaka, Barisal, Cox’s Bazar, Saidpur, Osmani, Chittagong.

## Flotte
La flotte de la compagnie est constituée de la manière suivante (décembre 2020) :
La compagnie a par le passé exploité les types d'appareils suivants :
- Embraer ERJ-145

## Galerie photos

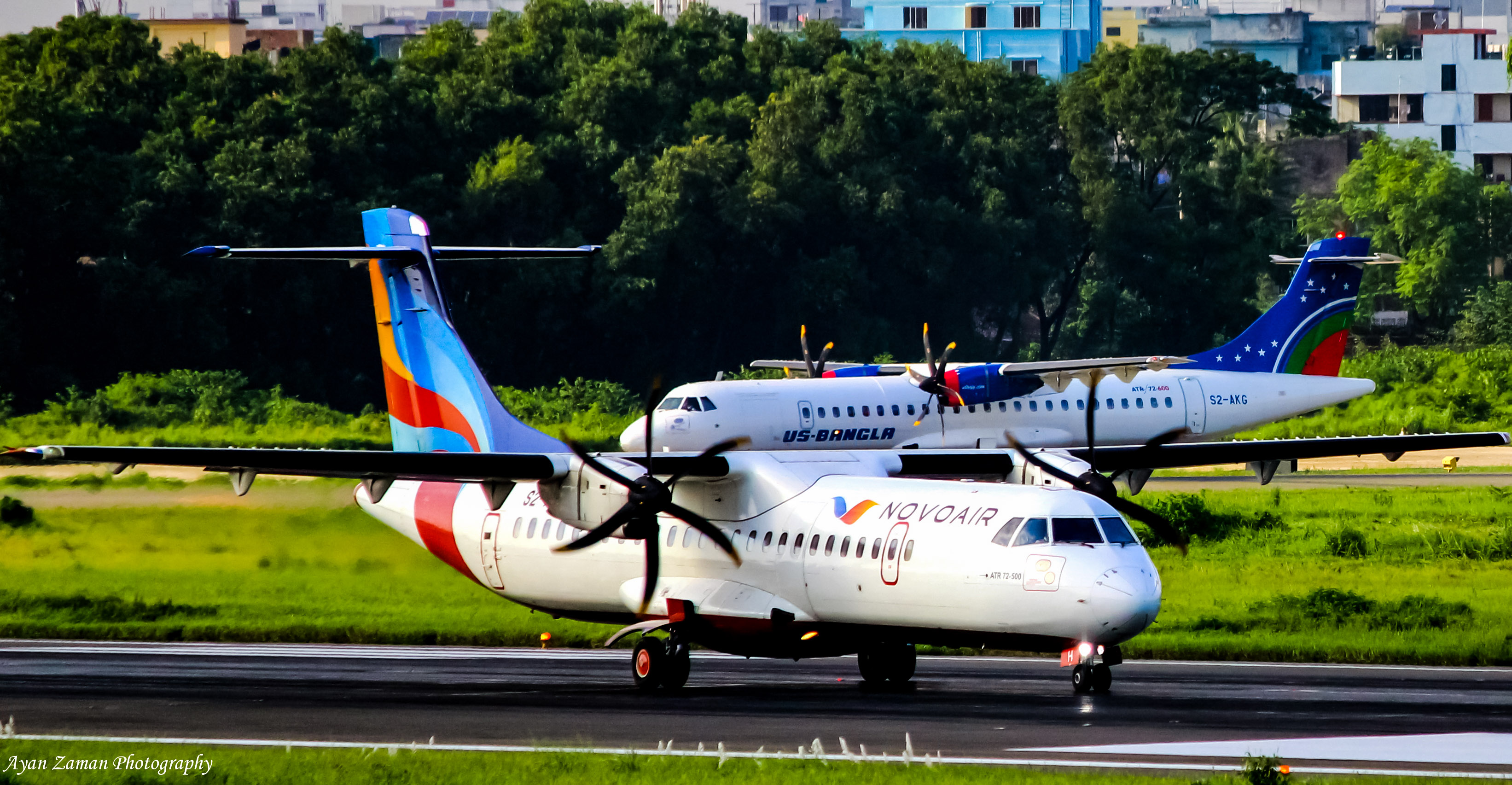
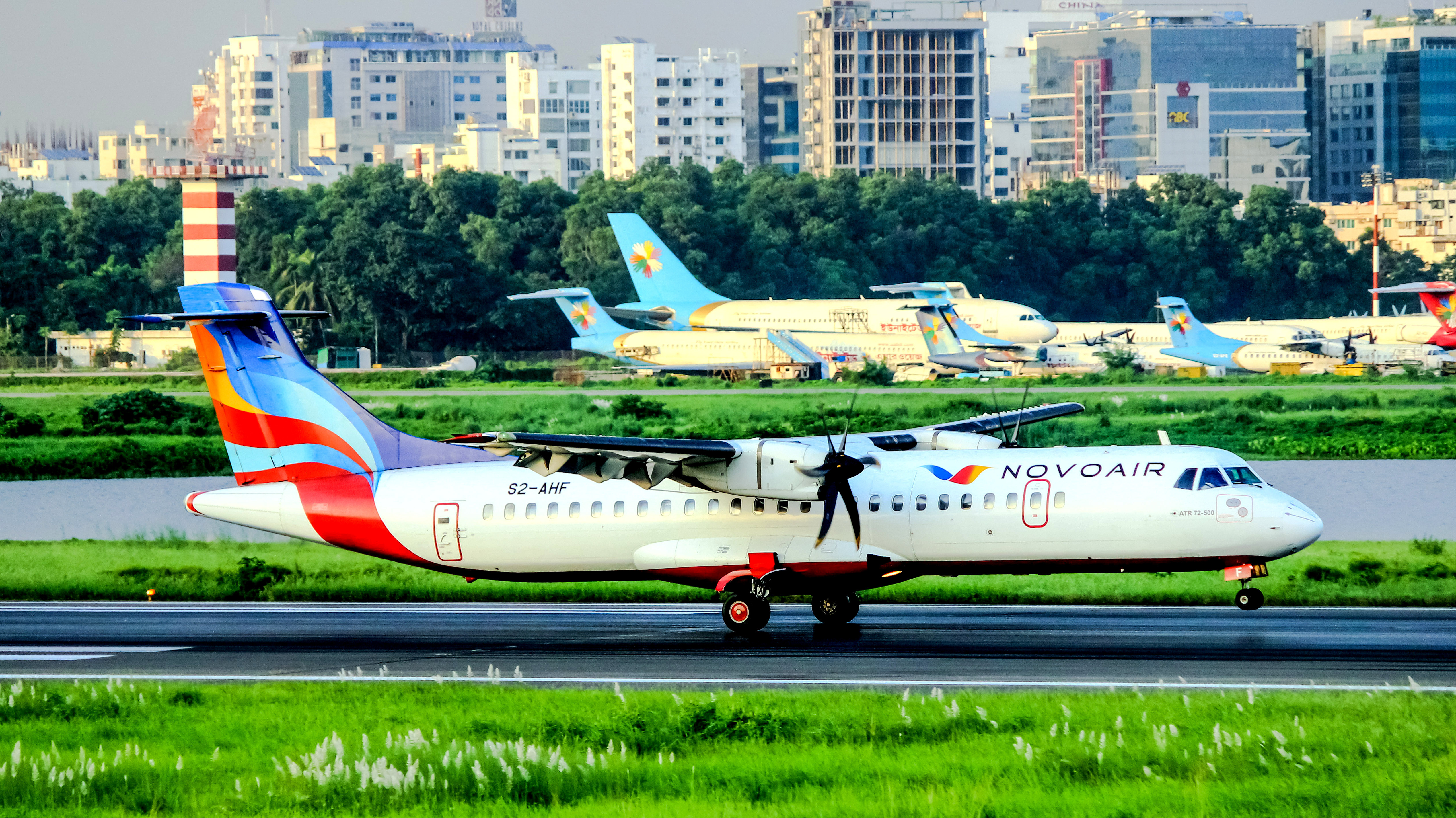